# 關空快速·紀州路快速
关空快速（日语：／ Kanku Kaisoku */?）是西日本旅客铁道公司（JR 西日本）在大阪环状线和关西机场站之间运营的快速列车；纪州路快速（日语：／ Kishuji Kaisoku */?）是该公司在大阪环状线天王寺站 - 和歌山站、海南站、汤浅站和御坊站之间运营的快速列车。这两种快速列车在日根野至大阪环状线之间是联结共同行驶，因此常被合称为关空·纪州路快速。

## 概要
该列车是连接大阪环状线与阪和线·纪势本线和关西机场线的快速列车。 与大和路快速列车、都路快速列车和丹波路快速列车一样，关空快速·紀州路快速列车也是快速列车的一种，而不是它们的别名。
关空快速在大阪环状线内快速运行，连接关西空港线并来往于大阪环状线与关西空港站之间；纪州路快速也一样在大阪环状线内快速运行，来往阪和线的和歌山站和纪势本线的海南站、汤浅站、御坊站 与 大阪环状线之间。这两个列车，在京桥站 (大阪府)或者天王寺站始发终到，在离开或刚进入大阪环状线的时候会在天王寺的阪和线站台停车，在天王寺站 - 日根野站之间两个列车会联结共同运行，故常称之为关空·纪州路快速。

### 关空快速
1994 年 6 月 15 日，关西机场线临时开通之际，天王寺站和关西机场站之间开始运营快速列车。 该列车被认为是关空快速列车的起源。此外，部分班次是由原来在日根野折返的快速列车延长运行区间而来的。9 月 4 日，随着关西国际机场的启用，关空快速列车作为机场快速列车开始直达 JR难波站和大阪环状线。 白天时段，在天王寺站和关西机场站之间，往返京桥站的列车和往返 JR 难波站的列车会联结共同运行。 在 2008 年 3 月 15 日的时刻表修订中，往返于 JR难波站的列车停运。

### 纪州路快速
在 1999 年 5 月的时刻表修订中，为了提高和歌山方向与大阪（环状线）之间的便利性，它开始与关空快速列车一起运行。 在设立纪州路快速列车之前，日根野站与和歌山站之间的普通列车和快速列车主要是日本国铁时期的车辆（纪势本线直通列车为 113系，其他大部分列车为 103系），这一改动大大提高了乘客出行的舒适度。 此外，除往返于新大阪站的列车外，几乎所有清晨和深夜的快速列车都在天王寺停靠，往返于新大阪站和京都站的前往南纪地区的特急列车也因途经梅田货物线而不在大阪站停靠。纪州路快速的开行避免了以往前往大阪站至少需要换乘一次的麻烦。 在运营前不久，和歌山站张贴了具有这一特点的横幅和公告牌。
关空·纪州路快速的开行，使得乘客在天王寺站换乘的周折消失，使从阪和线到大阪北地区的门户梅田（大阪站附近）以及大阪环状线沿线其他地区的出行更加方便，从而成功地挖掘了潜在需求。

## 運行概要
原则上，在大阪环状线天王寺站和日根野站之间，关西机场快速列车和纪州路快速列车共同运行，但也有部分班次的列车是各自的编组车辆单独运行的。 白天和夜间每小时运行 4 班列车。 白天，列车会在鹤丘站和上野芝站超越停靠在车站内的普通列车，在东岸和田站与分段快速列车可以接续换乘。 部分班次会在凤站、和泉府中站和和泉砂川站等待特急列车通过。
2011 年 3 月 12 日修订时刻表后，还新设了纪州路快速的班次，这个班次主要在上午运行，该纪州路快速班次单独运行，且直接使用8节车厢编组的车辆，并且还会直通纪势本线（纪国线）。在 2015 年 3 月 14 日的时刻表修订中，平日仅在清晨新设了开往海南站的列车，2018 年 3 月 17 日的时刻表修订后，清晨新设了开往汤浅站的列车，傍晚新设了开往御坊站的列车。在运营的时候，进入纪势本线（纪之国线）的纪州路快速列车会被视为普通列车，相应地在纪势本线内各站停车。
在 2012 年 3 月 17 日的时刻表修订中，平日时刻表上从京桥开往和歌山的直通快速列车改为纪州路快速列车，首次设定了从大阪环状线开往和歌山的单独运行的列车（指不与关空快速联结共同运行）。 半数以上的纪州路快速列车是最先到达终点的列车，但有些列车在中途站会被特急列车“黑潮”超过。此外，傍晚时分，一些下行班次会在和泉砂川站被从天王寺站出发的快速列车追上。
直到 2008 年 3 月 15 日时刻表修订（天王寺站前的阪和联络线增建为双轨路线）的前一天，大部分大阪环状线直通列车都是从京桥站始发，途经天满站和樱之宫站。 在天王寺站的阪和线站台也有列车发车，主要是在高峰时段；但现在只有部分列车会这样，主要是在清晨和深夜发车的班次。 自同一次修订后，列车还会停靠天满站和樱之宫站，傍晚以后，绕行大阪环状线至天王寺站的列车数量大幅增加。大正站于 2011 年 3 月 12 日成为该列车的停车站，福岛站于 2012 年 3 月 17 日成为该列车的停车站。
在 2016 年 3 月 26 日的时刻表修订中，还设置了停靠大阪的列车，以便将环状线的末班车延迟，但在 2021 年 3 月 13 日的时刻表修订中取消了这些列车。 由于列车大阪环状线上的大阪、京桥、鹤桥、天王寺（东半环路段）之间不会通过任何车站，因此京桥至天王寺之间的列车自 2018 年 10 月时刻表修订后改为普通列车运行（仅在这段进行种别变更）。
在工作日的早高峰时段，列车在大阪环状线内行驶的时候，通过车站不停车的意义并不大，因此也开设由和歌山方向直通进入大阪环状线的 "直通快速 "列车，该列车在环状线内各站停车。此外，自 2011 年起，部分列车会在临空城站停靠四五分钟，以调整运行时间。

### 停車站
天王寺站 …＜途径鶴橋站・京橋站 这段区间内各站停車＞… 大阪站 - 福島站 - 西九条站 - 弁天町站 - 大正站 - 新今宮站 - 天王寺站 - 堺市站 - 三國丘站 - 鳳站 - 和泉府中站 - 東岸和田站 - 熊取站 - 日根野站 -
關空快速：臨空城站 - 關西機場站
紀州路快速：(長瀧站) - (新家站) - 和泉砂川站 - (和泉鳥取站) - (山中溪站) - 紀伊站 - 六十谷站 - (紀伊中之島站) - 和歌山站 …＜这段区间各站停車＞… 紀伊田邊站
早晚高峰时段时，部分列车会通过标有括号“()”的车站。
列车在大阪环状线内行驶时，原则上除了野田站、芦原桥站、今宫站，在其他站都会停车

### 使用車輛・編組
全数列車使用吹田综合车辆所日根野支所所属的223系0・2500番台、225系5000・5100番台營運。
關空快速當初以6輛編成或 6+2=8 輛編成營運，日間部分列車會在天王寺站，將往返京橋站的6輛編成與往返JR的難波2輛編成，進行併結／分離（1996年3月16日，改於大阪進行）。但在晚間會在日根野站進行。
1999年5月10日時刻表修訂，關空特急「Wing」廢止，編組改為 5+3 ，大阪環狀線直通列車大半會在日根野站於紀州路快速併結／分離。直至統一成後述的4輛編成前，因應需求，日間會是1 - 5号車關空快速、6 - 8号車為紀州路快速，繁忙時間時1 - 5号車會是紀州路快速，6 - 8号車為關空快速。在傍晚或周末夜間，關空快速・紀州路快速都會有3輛編成的列車。關空快速亦會有以3輛、5輛、6輛 (3+3) 或8輛 (5+3)的單獨列車營運。
2008年3月14日，關空快速・紀州路快速的使用車輛，全部更換為4輛編成，關西機場・和歌山方向及關空快速、大阪方向的紀州路快速都統一成4輛，解決了發車時序上帶來的下行列車的連結順序問題。

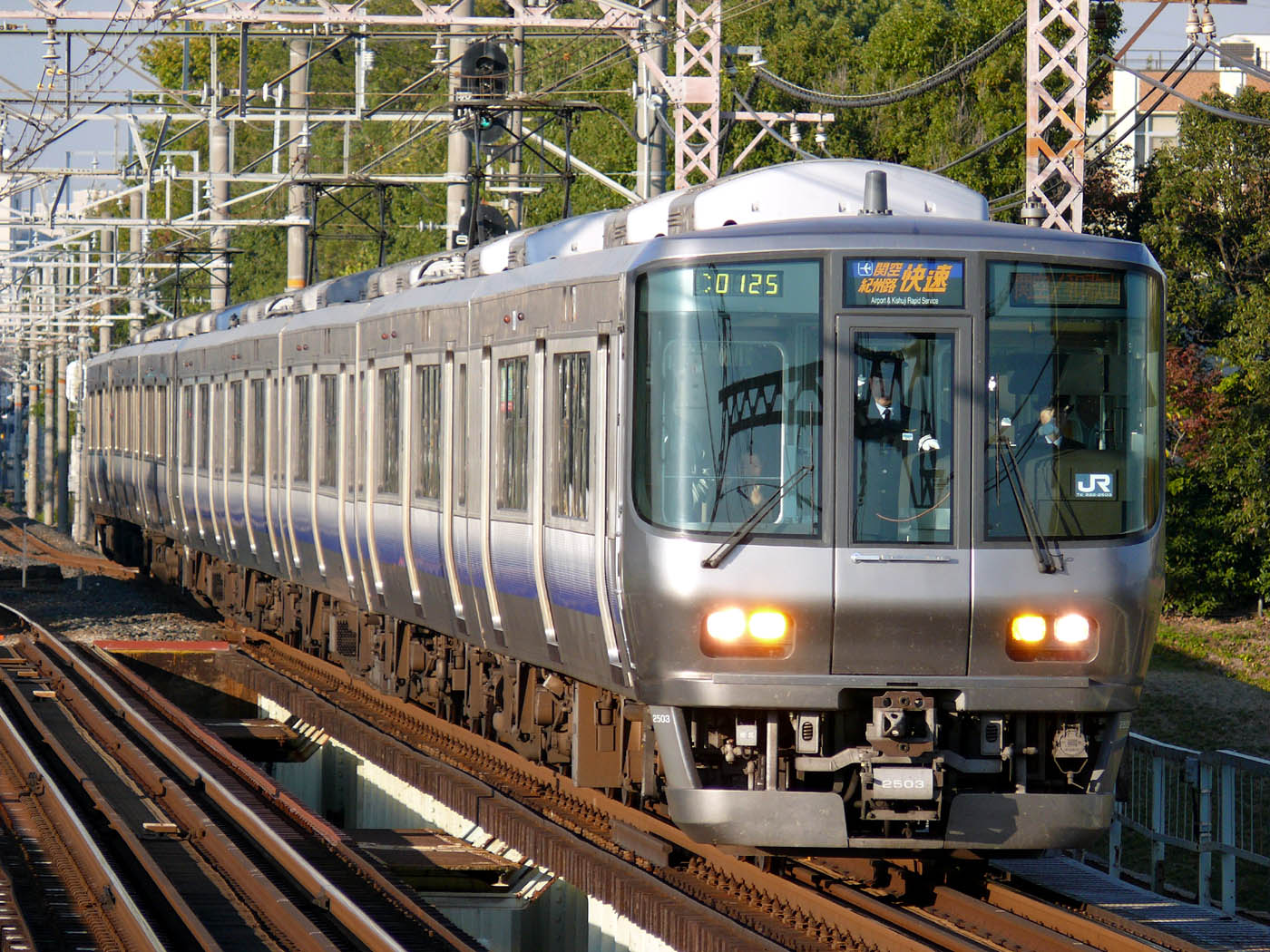
5輛+3輛營運時的關空快速・紀州路快速
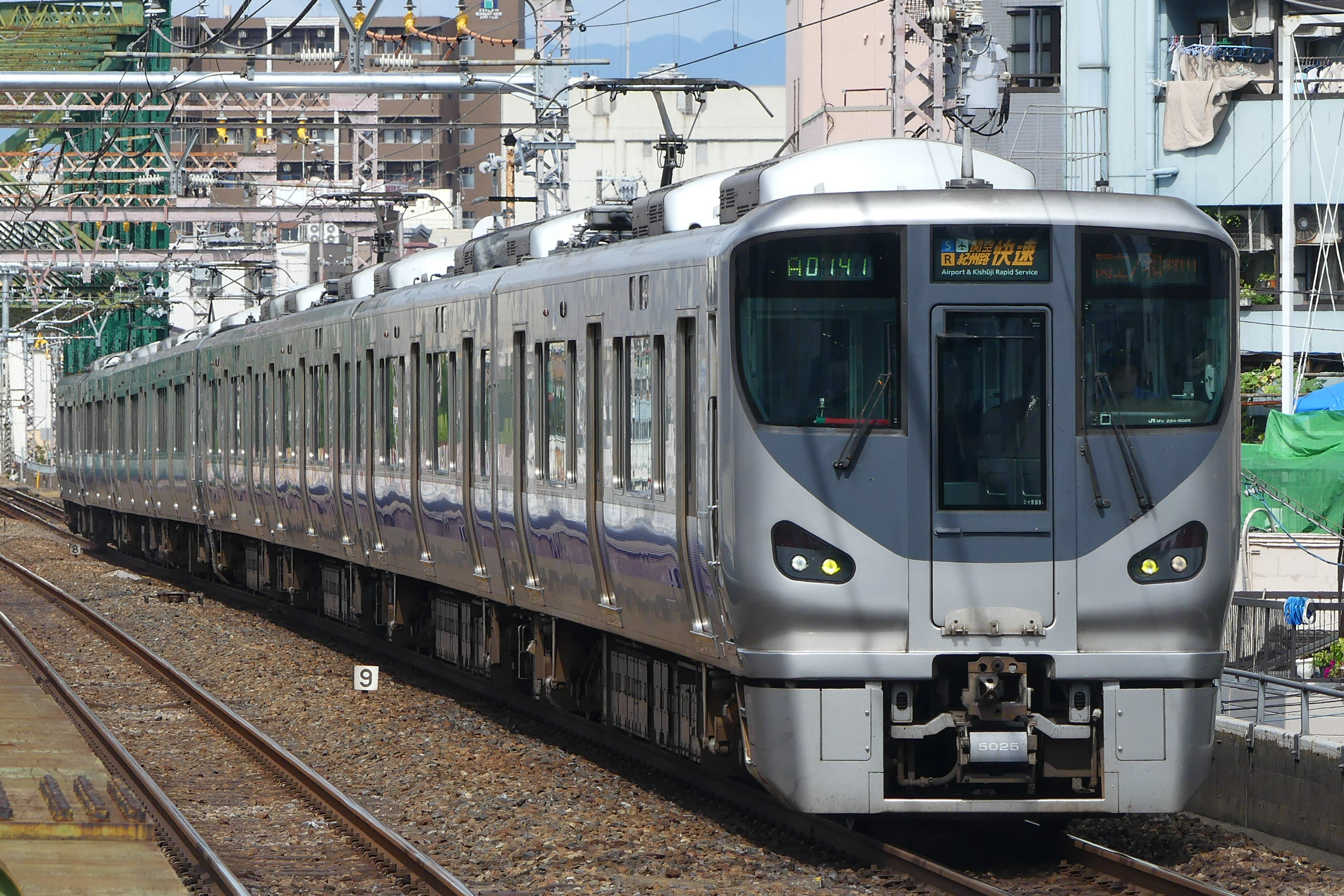
大阪环状线内行驶的4+4编组的225系5000番台

### 给旅客的引导

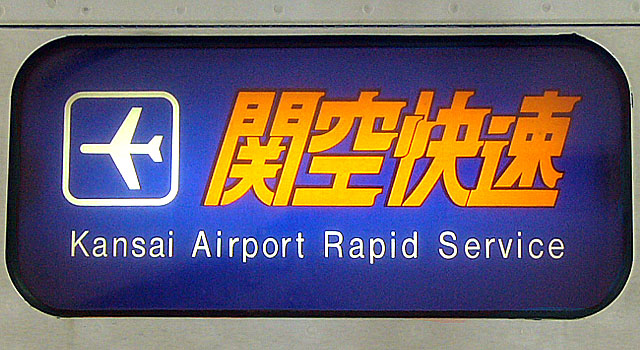
路线记号导入前的关空快速方向幕

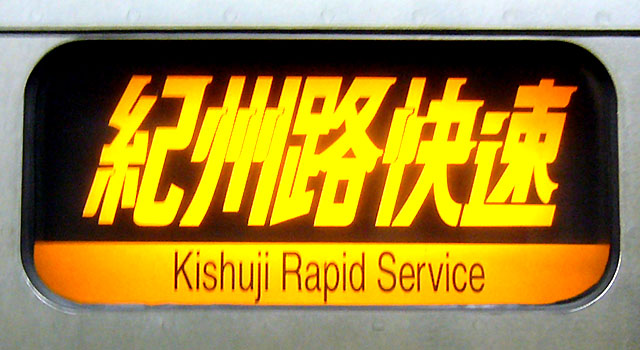
路线记号导入前的纪州路快速方向幕

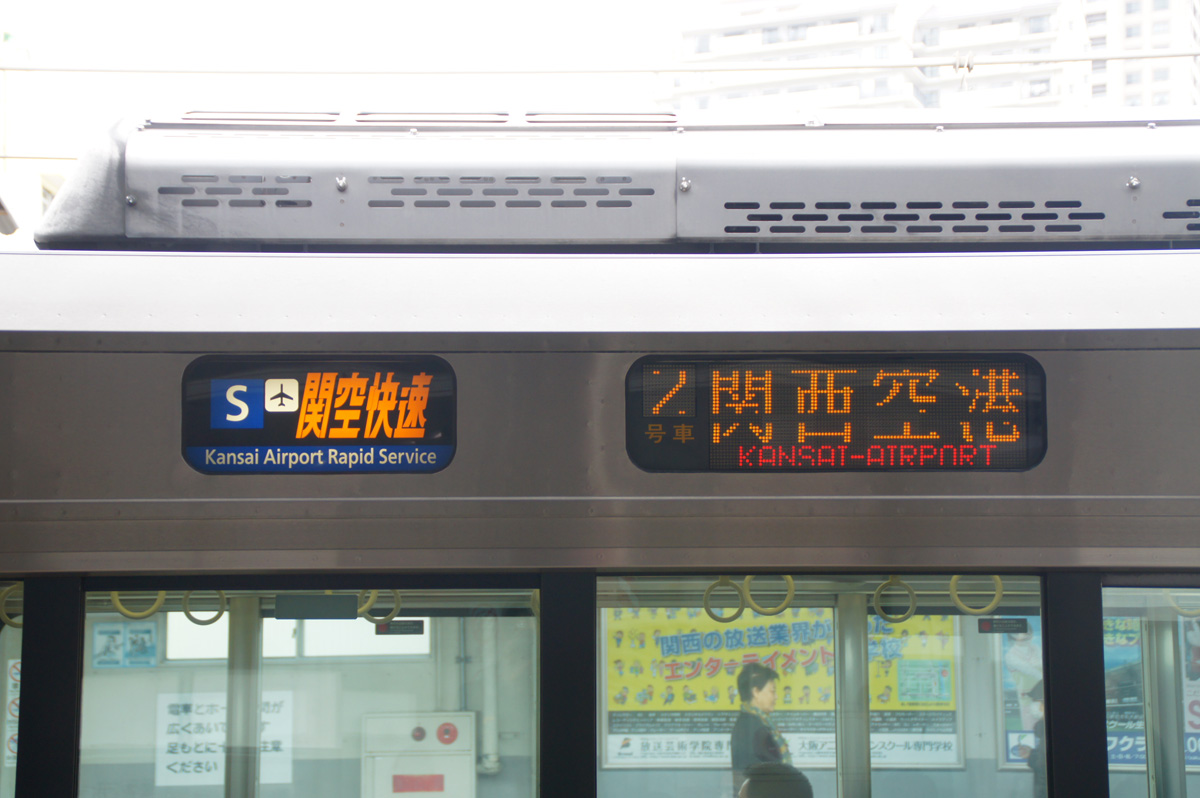
下行關空快速的方向幕（車站編號導入後）

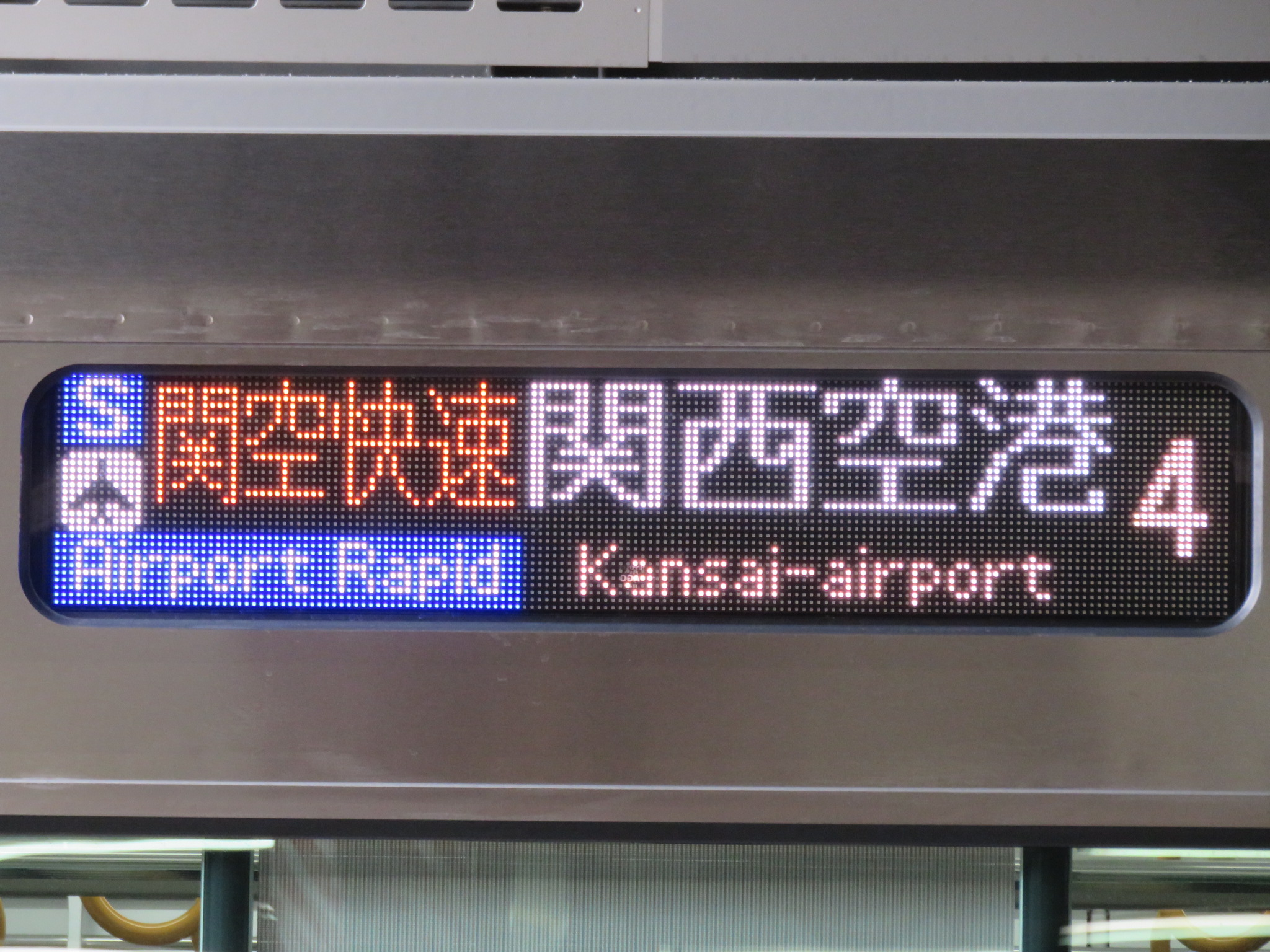
下行關空快速車種的顯示（全彩LED）

為對應来往于关西国际机场的服務，本列車使用的223系・225系，設有英語的自動廣播，關空快速於大阪站 - 關西機場站（紀州路快速於日根野站以北）会使用该英语的自動廣播。
由於訪日旅客增加，以及誤乘与关空快速併結一起运行的紀州路快速的事件増加。2015年11月下旬，自動放送加入中文和韓語，届时广播语言共计有4種語言，車掌於紀州路快速車內發現外國人時會遞上寫有4種語言的「本次列車並不前往關西機場」卡片。為加強防止誤乘，關空快速停車站構內設立海報，主要站月台亦播出4種語言的廣播。其中，一名來自泉南市的男性，經常在紀州路快速車廂內遇到看似未有轉乘關空快速的外國人，便主動提示及引領他們。及後，JR西日本日根野站月台引入義工進行誘導，以回應投訴。
自2018年10月时刻表修订后，为了大阪环状线内的简化引导，该快速列车在大阪环状线内的时候，前往天王寺方向的外环列车会被表示为前往大阪的普通列车（从天王寺始发时，会先绕一圈大阪环状线）。此外，从天王寺出发前往鹤桥和京桥的列车在天王寺站只作为普通列车引导，从下一站寺田町站开始作为关空·纪州路快速列车表示。
译者注：因为该车在天王寺始发（或终到）的班次，会在大阪环状线先绕一圈，而且该车在环状线东半环各站停车，猜测JR西为提高利用率所以在天王寺始发时将其表示为环状运转的普通车，也是因为一般人在天王寺站不会乘坐内环列车前往西半环，故这样表示，但是列车一旦离开天王寺方向幕则会表示回自己本该表示的方向幕和目的地。该列车在西半环为快速列车，有部分车站不会停靠，而且再次到达天王寺后会进入阪和线行驶，故希望各读者于天王寺乘坐大阪环状线时多加注意。
2017 年，主要在白天的列车上引进了四种语言的自动播报系统，由列车长的平板终端操作。广播内容变得更加崭新、更详细，包括下一站信息、车门开关方向、拥堵信息以及其他线路的换乘信息。 此外，也还会同时使用传统的车载自动广播，从 2020 年左右开始，部分车载自动广播也开始提供四种语言版本。
2014年度，引入路線車站編號系統。往關西機場的列車，方向幕上会包含飛機圖案及关西空港线的路线記号，并用青色的颜色表示。开往和歌山的列車，顯示阪和線路線記号 ，并用橙色的颜色表示。上行开往大阪環狀線的列車，則顯示大阪環狀線的路線記号  。此外，不直接连接大阪环状线、在天王寺始发终到的关空·纪州路快速列车，则会使用阪和线的线路标志。纪州路快速列车的车辆也有一个未使用的方向幕，其使用的是线路符号。